# سیارک ۱۶۹۰۸
سیارک ۱۶۹۰۸ (به انگلیسی: 16908 Groeselenberg، نامگذاری:1998DD33) شانزده هزار و نهصد و هشتمین سیارک کشف شده‌است که در ۱۷ فوریه ۱۹۹۸ کشف شد.
قدر مطلق سیارک برابر ۱۸.۶ است.